# Serú Girán
Serú Girán foi uma banda de rock da Argentina, integrada por Charly García (teclados, sintetizadores, voz, guitarra e baixo), David Lebón (guitarra, voz, baixo e percussão), Pedro Aznar (baixo fretless, voz, guitarra, teclados), e Oscar Moro (bateria e percussão).
O grupo musical, formado em Búzios (Rio de Janeiro) em 1978 por Charly García, tornou-se uma referência cultural contra a ditadura argentina.
Durante quatro anos seguidos, de 1978 a 1981, Serú Girán foi escolhido como o melhor grupo de rock do país, a ponto de seus integrantes serem chamados de "Beatles argentinos". Charly García tinha uma formação de música clássica, e desde criança demonstrou ser um excepcional pianista, David Lebón mesclava rock e blues, Pedro Aznar tinha formação de jazz misturado com música brasileira e, Oscar Moro, era o baterista que tinha passagens por grandes bandas do país como Los Gatos.
A combinação de diversos estilos musicais foi a principal característica do Serú Girán, tanto que boa parte da crítica musical considera como a maior banda de rock argentina de todos os tempos. Desta forma, a banda criou um estilo único de retratar e criar diversos tipos de temas, como músicas românticas: “Seminare”, “Si me das tu amor”, “A cada hombre”, “A cada mujer”, “Eiti Leda”; música de protesto: “La grasa de las capitales”, “Canción de Alice en el país”, “Noche de perros”, “Desarma y Sangra”, “Autos jets aviones e barcos”; músicas satíricas: “José Mercado”, “Encuentro con el diablo”; música sobre solidão: “Viernes 3am”, “Llorando en el espejo”; músicas nostálgicas: “A los jovens de ayer”, “Mientras miro las nuevas olas”; música sobre cultura: “Cinema Verité”, “Perro Andaluz”, “Frequencia Modulada”, “Canción de Hollywood”,  entre outras.

## Discografia

### Álbuns de estúdio
- Serú Girán (1978)
- La grasa de las capitales (1979)
- Bicicleta (1980)
- Peperina (1981)
- Serú '92 (1992)

### Álbuns ao vivo
- No llores por mí, Argentina (1982)
- En vivo I (1993)
- En vivo II (1993)
- Yo no quiero volverme tan loco (2000)

### Compilações
- Oro (Serú Giran) (1995)
- El álbum (1996)
- Viernes 3 a.m (2000)